# Хаммор
Хаммор (нем. Hammoor) — община в Германии, в земле Шлезвиг-Гольштейн. 
Входит в состав района Штормарн. Подчиняется управлению Баргтеэиде-Ланд.  Население составляет 1194 человека (на 31 декабря 2010 года). Занимает площадь 7,82 км².